# RFC Xerxes in het seizoen 1966/67
Het seizoen 1966/1967 was het 11e jaar in het bestaan van de Rotterdamse betaaldvoetbalclub Xerxes. De club kwam uit in de Eredivisie en eindigde daarin op de 10e plaats. Tevens deed de club mee aan het toernooi om de KNVB beker, hierin werd in de tweede ronde verloren van NAC (0–2). Aan het eind van het seizoen fuseerde de club met DHC '66 tot Xerxes/DHC '66

## Wedstrijdstatistieken

### Eredivisie
|       | ADO   | Ajax  | DOS   | DWS   | Elinkwijk | Feijenoord | Fortuna '54 | Go Ahead | GVAV  | MVV   | NAC   | PSV   | Sittardia | Sparta | Telstar | FC Twente '65 | Willem II |
| ----- | ----- | ----- | ----- | ----- | --------- | ---------- | ----------- | -------- | ----- | ----- | ----- | ----- | --------- | ------ | ------- | ------------- | --------- |
| Thuis | 0 – 1 | 0 – 4 | 6 – 1 | 2 – 1 | 2 – 1     | 1 – 1      | 2 – 2       | 1 – 0    | 2 – 3 | 2 – 0 | 2 – 1 | 4 – 0 | 1 – 1     | 0 – 0  | 3 – 1   | 0 – 1         | 2 – 1     |
| Uit   | 0 – 1 | 1 – 4 | 2 – 1 | 5 – 1 | 0 – 0     | 3 – 2      | 4 – 1       | 2 – 0    | 2 – 1 | 1 – 1 | 1 – 0 | 0 – 0 | 1 – 3     | 2 – 0  | 0 – 2   | 2 – 1         | 1 – 1     |

### KNVB beker
| 1e ronde                                   | Xerxes                     | 2 – 1 (1 – 0) | PSV                    |
| 2 april 1967 Plaats: Rotterdam Het Kasteel | Rob Jacobs 1', 72'         |               | 90' Wim van den Dungen |
| 2e ronde                                   | NAC                        | 2 – 0 (0 – 0) | Xerxes                 |
| 7 mei 1967 Plaats: Breda Beatrixstraat     | Frans Bouwmeester 53', 75' |               |                        |

## Statistieken Xerxes 1966/1967

### Eindstand Xerxes in de Nederlandse Eredivisie 1966 / 1967
| Stand | Gespeeld | Gewonnen | Gelijk | Verloren | Punten | Doelpunten voor | Doelpunten tegen |
| ----- | -------- | -------- | ------ | -------- | ------ | --------------- | ---------------- |
| 10e   | 34       | 13       | 8      | 13       | 34     | 47              | 48               |

### Topscorers
| #                 | Naam               | Goal |
| ----------------- | ------------------ | ---- |
| 1.                | Nol Heijerman      | 12   |
| 2.                | Rob Jacobs         | 11   |
| 3.                | Willem van Hanegem | 6    |
| 3.                | Wim Kleinjan       | 6    |
| 5.                | Lazar Radović      | 3    |
| 6.                | John Spinhoven     | 2    |
| 6.                | Theo van Toledo    | 2    |
| 8.                | Hans Dorjee        | 1    |
| 8.                | Aleksandar Jončić  | 1    |
| 8.                | Piet Kriesch       | 1    |
| 8.                | Piet Teuling       | 1    |
| Onbekend doelpunt |                    |      |
| –                 | Onbekend           | 1    |
| Totaal            | Totaal             | 47   |

| #      | Naam       | Goal |
| ------ | ---------- | ---- |
| 1.     | Rob Jacobs | 2    |
| Totaal | Totaal     | 2    |

## Voetnoten
ADO ·
Ajax ·
DOS ·
DWS ·
Elinkwijk ·
Feijenoord ·
Fortuna '54 ·
Go Ahead ·
GVAV ·
MVV ·
NAC ·
PSV ·
Sittardia ·
Sparta ·
Telstar ·
FC Twente '65 ·
Willem II ·
Xerxes